# Österreichische Gesellschaft für Musikwissenschaft
Die Österreichische Gesellschaft für Musikwissenschaft (ÖGMW) ist ein musikwissenschaftlicher Fachverband mit österreichischen und ausländischen Mitgliedern.
Die Gründung erfolgte im Jahr 1973. Sie ist eine von mehreren österreichischen Gesellschaften auf dem Gebiet der Musikforschung und Musikhistoriographie. Darüber hinaus fungiert sie als Forum der mit der österreichischen Musikwissenschaft verbundenen Institutionen und Persönlichkeiten.
Mit rund 250 Mitgliedern im In- und Ausland verfolgt sie die Intensivierung der wissenschaftlichen Forschung im Rahmen von Tagungen und Veröffentlichungen. Interdisziplinäre Ansätze und der Einbezug junger Musikwissenschaftlerinnen und Musikwissenschaftler sind primäres Ziel der Gesellschaft.